# 中国慈善家
《中国慈善家》是一份由中国新闻社主管、《中国新闻周刊》出品的杂志，内容主要涉及慈善公益和社会议题，由总部位于北京的《中国慈善家》杂志社有限公司出版发行。